# Catherine Breillat
Catherine Breillat (Bressuire, França, 13 de julho de 1948) é uma cineasta, romancista e professora francesa. É conhecida por seus trabalhos sobre intimidade, sexualidade e desejo feminino. Em 2001, seu filme mais famoso, Para Minha Irmã, ganhou o Prêmio de Cultura Francesa no Festival de Cinema de Cannes e o Prêmio Manfred Salzgeber no Festival Internacional de Cinema de Berlim. Ela continua produzindo filmes incisivos sobre relacionamentos tensos desde a virada do milênio. Seu filme mais recente, Culpa e Desejo (2023), é um drama provocativo sobre o relacionamento entre uma respeitada advogada e seu enteado de 17 anos. Foi eleito um dos melhores filmes do ano pela revista Cahiers du Cinéma e foi aclamado pela crítica em todo o mundo.